# Gilbert Bougnol
Gilbert Bougnol, nach manchen Quellen auch Émile Bougnol, (* 31. August 1866 in Saint-Myon; † 20. Oktober 1947 in Rueil-Malmaison) war ein französischer Fechter.

## Erfolge
Gilbert Bougnol nahm 1900 in London an den Olympischen Spielen im Degenfechten teil. Im Wettbewerb der Fechtmeister gewann er die Silbermedaille. Damit qualifizierte er sich auch für das Degenfechten für Amateure und Fechtmeister, in dem die jeweils vier bestplatzierten Fechter der Wettkämpfe für Amateure und Fechtmeister aufeinander trafen. Bougnol gewann zwei seiner sieben Gefechte und belegte gemeinsam mit drei weiteren Fechtern den geteilten fünften Rang.
Seine Cousins Albert und Félix Ayat waren ebenfalls olympische Fechter. Ayat hatte im Wettbewerb für Fechtmeister vor Bougnol den ersten Platz belegt.